# Ernst Hanhart
Ernst Hanhart (* 14. März 1891 in Zürich; † 5. September 1973 in Ascona) war ein Schweizer Internist, Humangenetiker und Rassentheoretiker.

## Leben
Hanhart studierte Medizin an den Universitäten Heidelberg, München und Zürich. Nachdem er 1916 in Zürich promoviert hatte, arbeitete er zunächst als Landarzt. 1921 wurde er Assistent an der Zürcher Universitätspoliklinik, wo er unter Otto Naegeli und Wilhelm Löffler arbeitete. Hanhart begann, sich für Humangenetik zu interessieren und spezialisierte sich auf Erbkrankheiten. 1938 wurde er in die Leopoldina aufgenommen. 1943 wurde er an der Universität Zürich zum Titularprofessor ernannt. Er war 1941 Gründungsmitglied der Schweizerischen Gesellschaft für Vererbungsforschung.
Hanhart war Mitherausgeber des Nazi-Standardwerks Handbuch der Erbbiologie des Menschen.
Nach ihm ist u. a. das Richner-Hanhart-Syndrom benannt.
Weitere von ihm beschriebene Syndrome finden sich unter Hanhart-Syndrom.

## Schriften
- Über die amtliche Totenschau auf Grund der Verhältnisse in den verschiedenen Ländern und mit besonderer Berücksichtigung der Erfahrungen im Kanton Zürich. Speidel und Wurzel, Zürich 1916 (Dissertation, Universität Zürich).
- Über heredodegenerativen Zwergwuchs mit Dystrophia adiposo-genitalis an Hand von Untersuchungen bei drei Sippen von proportionierten Zwergen. In: Archiv der Julius Klaus-Stiftung für Vererbungsforschung, Sozialanthropologie und Rassenhygiene. Bd. 1 (1925), H. 2, S. 181–257 (Habilitationsschrift, Universität Zürich).
- Günther Just, in Gemeinschaft mit Karl Heinrich Bauer, Ernst Hanhart, Johannes Lange (Hrsg.): Handbuch der Erbbiologie des Menschen. 5 Bände in 7 Teilen. Springer, Berlin 1939/1940.
- 800 Fälle von Mongoloidismus in konstitutioneller Betrachtung. In: Archiv der Julius-Klaus-Stiftung für Vererbungsforschung, Sozialanthropologie und Rassenhygiene. Bd. 35 (1960), H. 1/2, S. 1–312.